# Гюнтер Айх
Гюнтер Айх (нім. Günter Eich; 1 лютого 1907, Лебус — 20 грудня 1972, Зальцбург) — німецький поет та автор радіоп'єс. Серед його найвідоміших творів — післявоєнні поеми «Інвентар» та «Вбиральня», радіоп'єса «Сни» та прозова збірка «Кроти».

## Біографія
Після того, як Айх перервав своє навчання з економіки та синології в Лейпцигу, Берліні та Парижі між 1925 та 1932 роками, він жив як вільний письменник у Берліні та на балтійському морському курорті Побєров. Під псевдонімом Еріх Ґюнтер вісім віршів двадцятирічного юнака були опубліковані у 1927 році в першому томі антології новітньої поезії за редакцією Клауса Манна та Віллі Фессе, передмову до якої написав Стефан Цвейґ. У 1930 році вийшла перша поетична збірка, підписана його власним ім'ям, під назвою Gedichte (Поезії). З 1931 року Айх належав до кола авторів літературного журналу «Die Kolonne». Згодом його твори публікувалися в журналі «Neue Rundschau».
Роки з 1933 по 1940 рік були найпродуктивнішими для Айха як автора радіоп'єс. У середині 1930-х років журнал Das Innere Reich опублікував деякі його вірші. У листопаді 1935 року там також було опубліковано його оповідання «Катаріна», яке наступного року вийшло окремою книжкою, а пізніше витримало 32 перевидання у вигляді збірки для так званих польових книгарень (Feldbuchhandel).
У 1940 році він одружився з артисткою кабаре Ельзою Берк, з якою розлучився в 1949 році. Ельза Берк була безнадійно залежною від морфію і покінчила з собою в 1951 році. У 1943 році Айх потрапив під бомбардування в Берліні, і майже всі його рукописи були знищені. Лише випадкові відкриття в його приватного архіву дозволили провести інтенсивну та суперечливу дискусію про літературну творчість Айха та його життя за часів нацизму. Було знайдено документи, які підтверджували існування заяви Айха про вступ до НСДАП від 1 травня 1933 року, але членсьво ніколи не було підтверджено. У роки війни Айх служив унтер-офіцером у штабі Юргена Еггебрехта, який врятував його від відправки на фронт до 1944 року. Айх тимчасово працював у відділі літературної цензури при верховному командуванні Вермахту. За часів нацизму Айх написав 150 рукописів про радіо (деякі у співпраці), включаючи 75 епізодів радіосеріалу "Німецький календар — місячні картинки з «Königswusterhäuser Landboten».
Під час Другої світової війни Гюнттер Айх деякий час перебував у Львові. У 1945 році Айх потрапив у полон до американців. Там він знову почав писати. Після звільнення з полону оселився в Гайзенхаузені біля Ландсгута. Айх жив там у сантехнічній майстерні Шміда на Кірхштрассе 71 ¼ до 1954 року.
Перші післявоєнні твори Айха з'явилися в журналі Der Ruf, зокрема вірш 1946 року «Вбиральня», написаний під впливом його полону. Нарочито простий вірш Inventur, який вперше був опублікований в антології німецької поезії військовополонених Ганса Вернера Ріхтера, Deine Söhne, Europa («Твої сини, Європо»), у 1947 році, став новаторським для так званої «літератури руїн» в перші роки повоєнного періоду. Обидва вірші увійшли до першої післявоєнної поетичної збірки Айха «Віддалені садиби», яка була опублікована в 1948 році. У 1948 році Айх також вперше приєднався до групи 47, очолюваної Гансом Вернером Ріхтером. У перші роки його вважали найвидатнішим автором і «таємною зіркою» молодої літературної групи. У 1950 році Айх отримав першу оголошену премію групи 47 за вірші, які пізніше були опубліковані у збірці «Повідомлення дощу» у 1955 році. У 1951 році він був удостоєний літературної премії Баварської академії образотворчого мистецтва. Після тимчасових вагань з боку відповідальних осіб, того ж року Айха прийняли до німецького ПЕН-клубу. З 1960 року він став членом Німецької академії мови та поезії.

## Нагороди
- 1950: Премія групи 47
- 1951: Літературна премія Баварської академії образотворчого мистецтва
- 1953: Премія радіоп'єс для сліпих у війні
- 1954: Заохочувальна нагорода від Німецької бізнес-культурної групи у Федеральній асоціації німецької промисловості[12]
- 1955: Премія Карла Шуки
- 1959: Премія Шлейснера-Шуллера від Hessischer Rundfunk
- 1959: Премія Георга Бюхнера
- 1965: Премія з літератури міста Мюнхена
- 1968: Премія пам'яті Шиллера

## Твори
- Вірші. 1930 рік
- Повстання в Золотому місті. За редакцією Карла Карста (з матеріалами та класифікацією радіоп'єси, яка спочатку транслювалася в 1940 році). Книга з аудіо касетою. Suhrkamp, Франкфурт-на-Майні 1997 ISBN 3-518-11766-1
- Потяги в тумані. 1947 (Вважається найпопулярнішим прозовим твором Айха; часто друкувався в шкільних підручниках всупереч волі автора)
- Віддалені садиби. 1948 (вірші з ілюстраціями Карла Рессенга)
- Метро. 1949 (вірші)
- Повідомлення від дощу. 1955, ISBN 3-518-10048-3 (вірші)
- Голоси. 1958 (7 радіоп'єс)
- До актів. 1964 (вірші)
- Привід і альпінарії. 1966 (вірші)
- Кулька, Хільперт, слони. 1968 (проза)
- Кроти. 1968 (проза)
- Тибетець у моєму кабінеті. 1970 (проза)
- За паперами Зойме. 1972 (вірші)
- З китайської. 1976 (вірші)
- Зібрання творів у чотирьох томах. Зуркамп, Франкфурт-на-Майні, 1991 рік:
  - Том І: Вірші. Кроти. За редакцією Акселя Вірегга. ISBN 3-518-40209-9.
  - Том II: Радіоп'єси 1. За редакцією Карла Карста. ISBN 3-518-40210-2.
  -  Том III: Радіоп'єси 2. За редакцією Карла Карста. ISBN 3-518-40211-0.
  -  Том IV: Різні твори. За редакцією Акселя Вірегга. ISBN 3-518-40212-9.

## Переклади українською
Перекладений Юрком Прохаськом вірш Гюнтера Айха «Лемберг» був опублікований у львівському часописі «Ї».
Радіоп'єса «Школярки з Вітербо» існує в експериментальному напів-російському, напів-українському перекладі.